# 58街总站
第 58 街总站，又名第 58 街站，是是纽约市曼哈顿岛上已拆除的IRT 第六大道线上的一个车站。站台有三条轨道和两个侧式站台。中心轨道用于存储车辆。该站于 1878 年 6 月 5 日由吉尔伯特高架铁路公司开通。直到该线被曼哈顿铁路公司收购，并从第50街站（下一个南行车站）沿53街修建了一条连接支线通往第九大道高架前，该站为IRT第六大道线列车的北部终点站。 1881 年第八大道站成为IRT 第六大道线上最北端的车站，而58街站于 1924 年 6 月 16 日关闭。
虽然 58 街站不复存在，但该地区现在由57街地铁站提供服务，该地铁站位于原 58 街站以南一个街区。 